# Веприк Максим Костянтинович
Максим Костянтинович Веприк (13 серпня 2003 — 29 грудня 2024) — лейтенант Національної гвардії України, учасник російсько-української війни. Герой України (2025, посмертно).

## Життєпис
Народився 13 серпня 2003 року в Харкові. З перших днів повномасштабного російського вторгнення, будучи курсантом, приєднався до сил оборони України. Закінчив Академію Національної гвардії України. Проходив службу у 3-й бригаді оперативного призначення «Спартан». Був командиром 2-го взводу розвідки спеціального призначення. Загинув 29 грудня 2024 року в районі селища Комишуваха на Запоріжжі.

## Нагороди
- Звання Герой України з удостоєнням ордена «Золота Зірка» (23 травня 2025, посмертно) — за особисту мужність і героїзм, виявлені у захисті державного суверенітету та територіальної цілісності України, самовіддане служіння Українському народові[2].